# P.J. Jacobsen

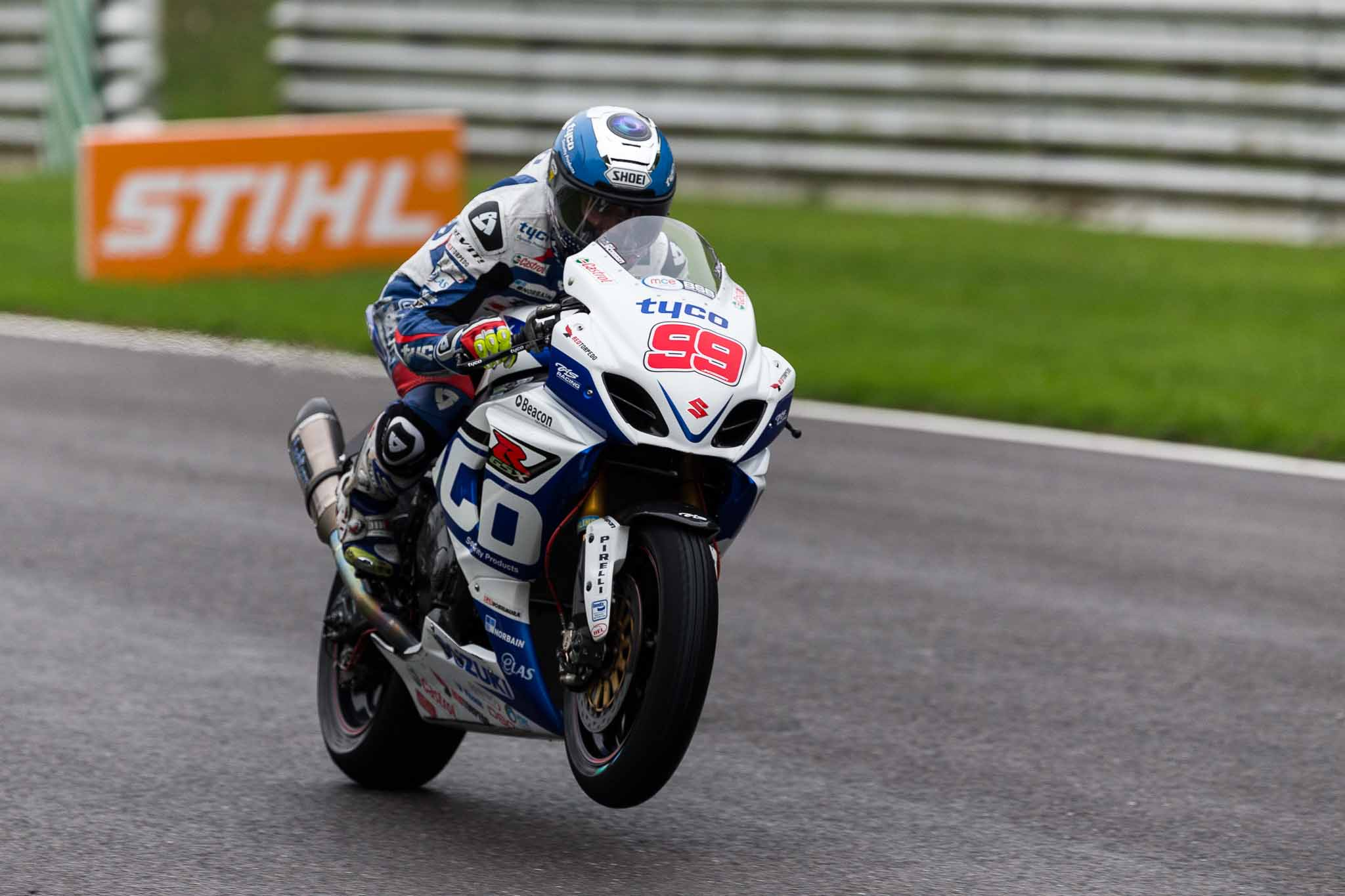
P. J. Jacobsen op Brands Hatch in 2013.

Patrick "P.J." Jacobsen (Montgomery (New York), 7 augustus 1993) is een Amerikaans motorcoureur.

## Carrière
Jacobsen werd in 2006 kampioen in de 125GP-klasse van de USGP. In 2007 reed hij in het vergelijkbare Britse kampioenschap. In 2008 debuteerde hij in de 125 cc-klasse van het wereldkampioenschap wegrace tijdens de race in Indianapolis als vervanger van Adrián Martín op een Aprilia en eindigde hierin op plaats 22. In 2009 reed hij in het Spaanse 125 cc-kampioenschap op een Aprilia, waarin hij in de seizoensfinale op het Circuit Ricardo Tormo Valencia een podiumplaats behaalde. Met 54 punten werd hij zesde in de eindstand. In de twee daaropvolgende seizoenen kwam hij uit in het AMA Pro Daytona Sportbike Championship, waarin hij achtereenvolgens elfde en tiende werd.
In 2012 maakte Jacobsen de overstap naar het Brits kampioenschap Superstock, waarin hij een zege behaalde op Donington Park, en het Brits kampioenschap Supersport, waarin hij een race op het TT-Circuit Assen won. Hij eindigde respectievelijk op de plaatsen 11 en 21 in deze klassen. Daarnaast debuteerde hij dat jaar in het wereldkampioenschap Supersport op een Honda in de race op Assen als vervanger van Paweł Szkopek; hij eindigde in deze race als dertiende.

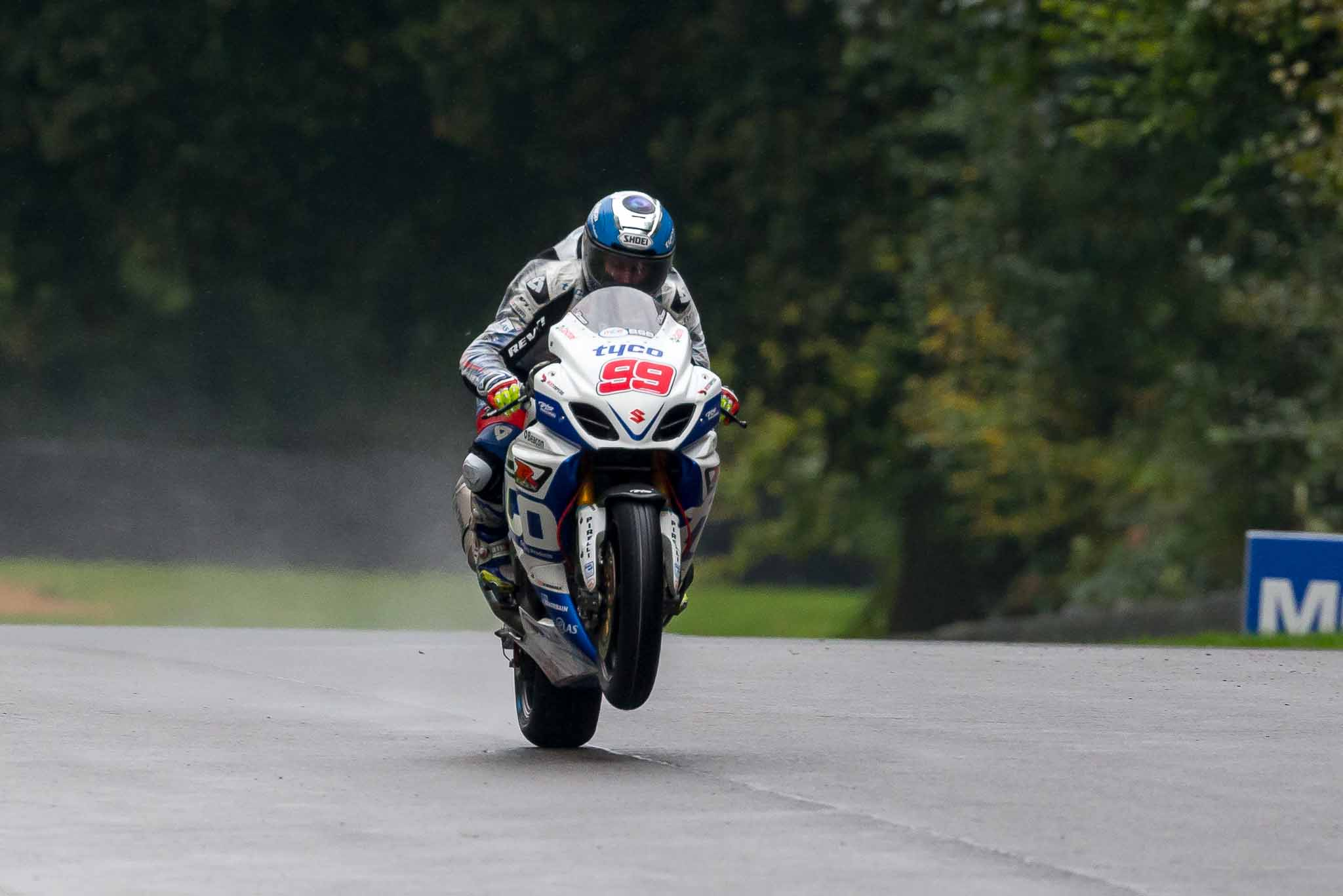
P. J. Jacobsen op Brands Hatch in 2013.

In 2013 reed Jacobsen in het Brits kampioenschap superbike op een Suzuki. Hij behaalde een podiumplaats op Assen en werd met 188 punten negende in de eindstand. In 2014 kwam hij uit als fulltime coureur in het WK Supersport op een Kawasaki. Hij behaalde twee podiumplaatsen op Misano en Jerez. Met 99 punten werd hij zesde in het klassement. In 2015 begon hij het seizoen op een Kawasaki, waarop hij twee podiumplaatsen behaalde in Buriram en Assen. Na de zesde race op Donington verliet zijn team het kampioenschap en stapte hij over naar een Honda als vervanger van Ratthapark Wilairot. In de overige zes races behaalde hij vijf podiumplaatsen, waaronder twee zeges op Sepang en Magny-Cours. Met 196 punten werd hij achter Kenan Sofuoğlu tweede in het kampioenschap.
In 2016 bleef Jacobsen actief in het WK Supersport op een Honda. Hij behaalde vier podiumplaatsen op Buriram, Imola, Donington en Misano. Met 135 punten werd hij achter Sofuoğlu, Jules Cluzel en Randy Krummenacher vierde in het eindklassement. In 2017 reed hij in de klasse op een MV Agusta, waarop hij drie podiumplaatsen behaalde op Aragón, Imola en Magny-Cours. Met 108 punten werd hij zesde in het kampioenschap.
In 2018 debuteerde Jacobsen in het wereldkampioenschap superbike, waarin hij op een Honda reed. Dat jaar was een tiende plaats in Buriram zijn beste resultaat. Hij nam niet deel aan de laatste twee raceweekenden, waarin hij werd vervangen door Florian Marino. Met 21 punten werd hij negentiende in het klassement. In 2019 stapte hij over naar de Supersport-klasse van de MotoAmerica op een Yamaha, waarin hij vier races won en hiernaast nog zeven podiumplaatsen behaalde. Met 275 punten werd hij tweede in de eindstand. In 2020 maakte hij binnen de MotoAmerica de overstap naar de superbike-klasse, waarin hij op een Ducati reed. Hij raakte echter na drie races geblesseerd en keerde dat jaar niet terug in de klasse. Een vijfde plaats op Road America was zijn beste resultaat en hij werd met 27 punten negentiende in het klassement. In 2021 reed hij geen races, maar in 2022 keerde hij terug in de superbike-klasse van de MotoAmerica op een BMW.